# 生目台西
生目台西（いきめだいにし）とは、宮崎県宮崎市の地名。生目台地域自治区に属している。郵便番号は880-0943。1丁目から5丁目を設置するが住居表示実施地域である。

## 地理
宮崎市の旧市街西部の丘陵地帯に形成されたニュータウンである生目台団地の一部を構成する。生目台公園を境におおよそ東側が生目台東となる。生目・北川内町・生目台東と接する。

## 歴史
- 1987年 - 生目の一部をもって生目台西1-2丁目が誕生
- 1990年 - 生目・北川内町のそれぞれ一部をもって生目台西3-5丁目が誕生
- 2025年3月31日 - 宮崎市立生目台西小学校が閉校

## 世帯数と人口
2023年（令和5年）3月1日現在の世帯数と人口は以下の通りである。
| 町丁          | 世帯数  | 人口  |
| ------------- | ------- | ----- |
| 生目台西1丁目 | 160世帯 | 360人 |
| 生目台西2丁目 | 436世帯 | 947人 |
| 生目台西3丁目 | 146世帯 | 420人 |
| 生目台西4丁目 | 271世帯 | 586人 |
| 生目台西5丁目 | 222世帯 | 477人 |

## 小・中学校の学区
市立小・中学校に通う場合、学区は以下の通りとなる。
| 町名         | 小学校                 | 中学校               |
| ------------ | ---------------------- | -------------------- |
| 生目台西全域 | 宮崎市立生目台西小学校 | 宮崎市立生目台中学校 |

## 交通

### バス
宮交グループの運営するバスが営業している。

## 施設
- 宮崎市立生目台西小学校
- 生目台公園